# Sally Brooker
Sally Brooker je novozélandská anorganická chemička, od roku 2006 je profesorkou na Otažské univerzitě.

## Vzdělání
Vystudovala chemii na Canterburské univerzitě, kde získala i titul Ph.D. s prací na téma Syntéza a charakterizace vícejaderných komplexů s makrocyklickými a příbuznými ligandy v roce 1989.

## Akademická a vědecká kariéra
Postdoktorandský výzkum absolvovala na univerzitě v Göttingenu a poté se vrátila zpět na Nový Zéland, kde se v roce 2006 stala profesorkou.
Ve výzkumu se zaměřuje na komplexy přechodných kovů s makrocyklickými ligandy. Její práce zahrnuje vývoj molekulárních přepínačů a molekulárních magnetů, které bude možné využít v nanozařízeních.